# Nekrolog 2. Quartal 1966
Nekrolog
◄◄
| ◄
| 1962
| 1963
| 1964
| 1965
| 1966 | 1967 | 1968 | 1969 | 1970 | ► | ►►
1. Quartal |
2. Quartal |
3. Quartal |
4. Quartal 1966
Weitere Ereignisse | Allgemeiner Nekrolog 1966
Die Beschreibung der verstorbenen Person sollte so kurz wie möglich gehalten sein und nur deren signifikante Tätigkeit(en) enthalten.
Neue Namen ggf. auch unter dem Geburts- und Sterbedatum, also etwa unter 1. Januar und im Geburts- und Sterbejahr (2024) eintragen (nur bei entsprechender großer Wichtigkeit). Für Beispiele siehe die schon vorhandenen Artikel.
Außerdem über die fünf zuletzt Verstorbenen, zu denen es einen ausreichend guten Artikel für eine Präsentation auf der Hauptseite gibt, nach der todesbedingten Überarbeitung der Artikel ggf. auch unter Wikipedia Diskussion:Hauptseite informieren und sie am besten auch in den anderen Wikipedia-Sprachversionen eintragen. Tipp: Regelmäßig bei news.google.de nach „ist tot“, „gestorben“ oder „verstorben“ suchen.
Wenn eine Person gestorben ist, gibt es viele Seiten zu dieser Person in der Wikipedia, die davon auch betroffen sind und entsprechend aktualisiert werden müssen. Beispiele: Namenübersichtsseite, Geburtsjahr, Geburtsort-Seiten und viele mehr.
Wie finde ich die betroffenen Seiten?
Im Suchfeld auf der linken Seite gibt man den Suchbegriff so ein: „Vorname Nachname“. Dann klickt man auf Volltext und alle Seiten mit entsprechendem Suchtext werden aufgerufen. Hier sieht man dann schnell, wo auch das Todesjahr Sinn macht oder sogar ein Teil des Artikels angepasst werden muss. Auch hilft das „Werkzeug“ auf der linken Seite sehr gut, um solche Seiten aufzufinden: „Links auf diese Seite“. Somit ist die Wikipedia wieder aktuell in allen Bereichen! Hinweis: bei Eintragung der Kategorie „Gestorben JAHR“ wird der Missbrauchsfilter 49 ausgelöst, was jedoch nicht schlimm ist. Siehe: Spezial:Missbrauchsfilter/49
Dies ist eine Liste von im zweiten Quartal 1966 verstorbenen bekannten Persönlichkeiten. Die Einträge erfolgen innerhalb der einzelnen Daten alphabetisch sortiert. Tiere sind im Nekrolog für Tiere zu finden.

## April
| Tag       | Name                                         | Beruf, bekannt als                                                                                              | Alter | Beleg |
| --------- | -------------------------------------------- | --- | ----- | ----- |
| 1. April  | Karl Adam                                    | deutscher Theologe und Professor für Dogmatik in Tübingen                                                       | 89    |       |
| 1. April  | Arnold Franz Brasz                           | US-amerikanischer Maler, Bildhauer und Grafiker                                                                 | 77    |       |
| 1. April  | Dimitar Dimow                                | bulgarischer Schriftsteller                                                                                     | 56    |       |
| 1. April  | Karl Fittler                                 | deutscher Politiker (SPD), MdL                                                                                  | 72    |       |
| 1. April  | Karl Fuith                                   | österreichischer Politiker (CS), Landtagsabgeordneter                                                           | 81    |       |
| 1. April  | Leo Ghering                                  | niederländischer Fußballspieler                                                                                 | 65    |       |
| 1. April  | Brian O’Nolan                                | irischer Schriftsteller                                                                                         | 54    |       |
| 2. April  | Marie-Louise Bataille                        | französische Kunsthistorikerin, Kunstkritikerin, Literatin, Lyrikerin und Übersetzerin                          | 76    |       |
| 2. April  | James D. Brush                               | US-amerikanischer Politiker (Demokraten)                                                                        | 86    |       |
| 2. April  | Wilhelmina Drupsteen                         | niederländische Radiererin, Grafikerin, Illustratorin und Malerin                                               | 85    |       |
| 2. April  | Cecil Scott Forester                         | britischer Schriftsteller und Journalist                                                                        | 66    |       |
| 2. April  | Hans Kallenbach                              | deutscher NS-Funktionär                                                                                         | 68    |       |
| 2. April  | Aatto Pietikäinen                            | finnischer Skispringer                                                                                          | 44    |       |
| 2. April  | Hans Rosen                                   | deutscher Fußballspieler                                                                                        | 53    |       |
| 3. April  | Russel Crouse                                | US-amerikanischer Dramatiker                                                                                    | 73    |       |
| 3. April  | Fritz Wechsung                               | deutscher Politiker (KPD), MdL                                                                                  | 67    |       |
| 4. April  | Jimmy Daywalt                                | US-amerikanischer Rennfahrer                                                                                    | 41    |       |
| 4. April  | Ernst Hameister                              | deutscher Rezitator                                                                                             | 77    |       |
| 4. April  | Edmond Locard                                | französischer Forensiker                                                                                        | 88    |       |
| 4. April  | Willi Müller-Hufschmid                       | deutscher Maler                                                                                                 | 75    |       |
| 4. April  | Alfred Naujocks                              | deutscher Nationalsozialist                                                                                     | 54    |       |
| 4. April  | Battista Pininfarina                         | italienischer Automobildesigner                                                                                 | 72    |       |
| 4. April  | Robert Scharbach                             | deutscher Bildhauer                                                                                             | 75    |       |
| 4. April  | William Walrond, 2. Baron Waleran            | britischer Peer, Offizier und Automobilrennfahrer                                                               | 61    |       |
| 5. April  | Enrique Córdova                              | salvadorianischer Politiker und Diplomat                                                                        | 85    |       |
| 5. April  | Gregor Dall                                  | deutscher Landwirt und Politiker (Zentrum, CDU), MdL                                                            | 63    |       |
| 5. April  | Ragnar Ekberg                                | schwedischer Leichtathlet                                                                                       | 79    |       |
| 5. April  | Svend Fleuron                                | dänischer Schriftsteller                                                                                        | 92    |       |
| 5. April  | Josef Janßen                                 | deutscher katholischer Geistlicher                                                                              | 84    |       |
| 5. April  | Carl Walter Kockel                           | deutscher Geowissenschaftler                                                                                    | 67    |       |
| 5. April  | Achille Mengé                                | belgischer Ruderer                                                                                              | 65    |       |
| 5. April  | Karl Pistorius                               | österreichischer Operettensänger (Tenor)                                                                        | 67    |       |
| 5. April  | Victor Ratka                                 | deutscher Psychiater und T4-Gutachter                                                                           | 70    |       |
| 5. April  | Peter Rohland                                | deutscher Sänger, Liedermacher und Volksliedforscher                                                            | 33    |       |
| 5. April  | Friedrich Wild                               | österreichischer Anglist                                                                                        | 77    |       |
| 6. April  | Emil Brunner                                 | Schweizer reformierter Theologe                                                                                 | 76    |       |
| 6. April  | Julia Faye                                   | US-amerikanische Schauspielerin                                                                                 | 73    |       |
| 6. April  | Kurt Lindner                                 | deutscher Unternehmer                                                                                           | 89    |       |
| 6. April  | Hans Kaspar Schwarz                          | Schweizer Kunstmaler                                                                                            | 75    |       |
| 6. April  | Paul Suter                                   | Schweizer Radrennfahrer                                                                                         | 74    |       |
| 7. April  | Fred George Aandahl                          | US-amerikanischer Politiker                                                                                     | 68    |       |
| 7. April  | Charles Blanc-Gatti                          | Schweizer Künstler                                                                                              | 76    |       |
| 7. April  | Walt Hansgen                                 | US-amerikanischer Automobilrennfahrer                                                                           | 46    |       |
| 7. April  | Johann Kaps                                  | österreichischer Politiker (SDAP, SPÖ), Landtagsabgeordneter                                                    | 70    |       |
| 7. April  | Louis-Paul Rastouil                          | französischer römisch-katholischer Geistlicher und Bischof                                                      | 81    |       |
| 7. April  | Joseph Sistrom                               | US-amerikanischer Filmproduzent                                                                                 | 53    |       |
| 7. April  | Karli Sohn-Rethel                            | deutscher Maler                                                                                                 | 83    |       |
| 7. April  | Laura Thoma                                  | Schweizer Aktivistin der Lesbenbewegung                                                                         | 64    |       |
| 8. April  | Duarte Abecasis                              | portugiesischer Ingenieur                                                                                       | 73    |       |
| 8. April  | Gustav Beyerlein                             | deutscher Verwaltungs- und Ministerialbeamter                                                                   | 94    |       |
| 8. April  | Esna Boyd                                    | australische Tennisspielerin                                                                                    | 66    |       |
| 8. April  | Wilhelm Hartke                               | deutscher Altphilologe, Religionshistoriker und Theologe                                                        | 86    |       |
| 8. April  | Felicjan Kępiński                            | polnischer Astronom                                                                                             | 80    |       |
| 8. April  | Elizabeth O. King                            | amerikanische Bakteriologin                                                                                     | 53    |       |
| 8. April  | Max Kolmsperger                              | deutscher Journalist                                                                                            | 75    |       |
| 8. April  | Johannes Meister                             | deutscher Jurist, Staatsrat, Politiker (NSDAP)                                                                  | 73    |       |
| 8. April  | Albert Rheinwald                             | Schweizer Schriftsteller und Kunstkritiker                                                                      | 84    |       |
| 8. April  | Vladimír Zmeškal                             | tschechesslowakischer Sorabist und Filmregisseur                                                                | 63    |       |
| 9. April  | Fritz Czermak                                | deutscher Politiker (GB/BHE, FDP), MdL, MdB                                                                     | 72    |       |
| 9. April  | Ernest C. Giffen                             | US-amerikanischer Soldat, Lehrer und Politiker                                                                  | 78    |       |
| 9. April  | Kurt Lindemann                               | deutscher Orthopäde, Hochschullehrer und Rektor der Ruprecht-Karls-Universität Heidelberg                       | 64    |       |
| 9. April  | Gustav Nitsche                               | deutscher KPD-Funktionär und Gewerkschafter                                                                     | 73    |       |
| 9. April  | Sutan Syahrir                                | indonesischer Politiker                                                                                         | 57    |       |
| 10. April | Heinz Barwich                                | deutscher Kernphysiker                                                                                          | 54    |       |
| 10. April | Walther Berblinger                           | deutscher Pathologe und Hochschullehrer                                                                         | 83    |       |
| 10. April | Martin Häusle                                | österreichischer Maler                                                                                          | 62    |       |
| 10. April | Kawabata Ryūshi                              | japanischer Maler                                                                                               | 80    |       |
| 10. April | Karl August Magnussen                        | dänischer Radrennfahrer                                                                                         | 50    |       |
| 10. April | Suzanna W. Miles                             | US-amerikanische Anthropologin und Archäologin                                                                  | 43    |       |
| 10. April | Ludwig Storbeck                              | deutscher Historiker und Studienrat                                                                             | 79    |       |
| 10. April | Evelyn Waugh                                 | britischer Schriftsteller                                                                                       | 62    |       |
| 11. April | Roman Dsneladse                              | sowjetisch-georgischer Ringer                                                                                   | 32    |       |
| 11. April | Hedwig Günther                               | deutsche Politikerin (SPD), MdHB                                                                                | 69    |       |
| 11. April | Karl Klima                                   | österreichischer Fußballspieler                                                                                 | 58    |       |
| 11. April | Awtandil Koridse                             | sowjetisch-georgischer Ringer                                                                                   | 30    |       |
| 11. April | Yamashita Shintarō                           | japanischer Maler                                                                                               | 84    |       |
| 12. April | Sydney Allard                                | britischer Rennfahrer und Automobilproduzent                                                                    | 55    |       |
| 12. April | Milislav Demerec                             | jugoslawisch-US-amerikanischer Genetiker                                                                        | 71    |       |
| 12. April | Tiburtius Hümpfner                           | ungarischer Zisterziensermönch und Ordenshistoriker                                                             | 81    |       |
| 12. April | Karl Michel                                  | deutscher Maler, Grafiker und Holzschneider                                                                     | 81    |       |
| 12. April | Karl Friedrich Probst                        | deutscher Germanist und Schulbuchautor                                                                          | 67    |       |
| 12. April | Wilhelm Schnarrenberger                      | deutscher Maler                                                                                                 | 73    |       |
| 13. April | Abd as-Salam Arif                            | irakischer Staatspräsident                                                                                      | 45    |       |
| 13. April | Günther Braschwitz                           | deutscher Polizeibeamter und SS-Führer                                                                          | 70    |       |
| 13. April | Carlo Carrà                                  | italienischer Maler und Kunstschriftsteller                                                                     | 85    |       |
| 13. April | Georges Duhamel                              | französischer Schriftsteller und Dichter                                                                        | 81    |       |
| 13. April | Willi Eplinius                               | deutscher Filmarchitekt und Theatermaler                                                                        | 82    |       |
| 13. April | Friedrich Haux                               | deutscher Unternehmer in der Textilindustrie und Politiker (DVP), MdL                                           | 78    |       |
| 13. April | Wilhelm Kleinknecht                          | deutscher Gewerkschaftsfunktionär und Politiker (SPD), MdL                                                      | 73    |       |
| 13. April | Fritz Küster                                 | deutscher Pazifist und politischer Publizist                                                                    | 76    |       |
| 13. April | Felix Graf von Luckner                       | deutscher Seefahrer und Schriftsteller                                                                          | 84    |       |
| 13. April | Frank Nighbor                                | kanadischer Eishockeyspieler und -trainer                                                                       | 73    |       |
| 13. April | Eugen Reintjes                               | niederländischer Unternehmer                                                                                    | 82    |       |
| 13. April | Helmuth Scheibler                            | deutscher Chemiker                                                                                              | 84    |       |
| 13. April | Katsuo Takaishi                              | japanischer Schwimmer                                                                                           | 59    |       |
| 14. April | Hildegard von Gierke                         | deutsche Sozialpädagogin                                                                                        | 85    |       |
| 14. April | Hans Jungbluth                               | deutscher Gusstechniker                                                                                         | 71    |       |
| 14. April | Georg Klein                                  | deutscher Jurist, Gestapo-Mitarbeiter und SS-Führer                                                             | 70    |       |
| 14. April | George Andrew Lundberg                       | US-amerikanischer Soziologe                                                                                     | 70    |       |
| 14. April | Niels Møller                                 | dänischer Segler                                                                                                | 68    |       |
| 14. April | Franz Neuhausen                              | Landesgruppenleiter der NSDAP/AO in Jugoslawien, deutscher Generalbevollmächtigter für die Wirtschaft in Ser... | 78    |       |
| 15. April | Rina De Liguoro                              | italienische Pianistin und Schauspielerin mit großen Erfolgen beim Stummfilm                                    | 73    |       |
| 15. April | John Albert Newton Friend                    | britischer Chemiker                                                                                             | 84    |       |
| 15. April | Christoph Harpprecht                         | deutscher Theologe                                                                                              | 78    |       |
| 15. April | Hermann Peichl                               | österreichischer Ordensgeistlicher, Theologe, Benediktiner, Abt des Schottenstiftes in Wien                     | 78    |       |
| 15. April | Harry Reuss-Löwenstein                       | deutscher Schriftsteller, Maler, Grafiker und Kunstkritiker                                                     | 86    |       |
| 15. April | Alfred Ursinus                               | deutscher Autor, evangelischer Theologe, Philosoph und Oberstudienrat                                           | 85    |       |
| 16. April | Victor Antoni                                | französischer Politiker                                                                                         | 83    |       |
| 16. April | Otto Buchinger                               | deutscher Arzt                                                                                                  | 88    |       |
| 16. April | Roger Lapham                                 | US-amerikanischer Schiffseigner, Geschäftsmann und Politiker                                                    | 82    |       |
| 16. April | Hans Günther Moes                            | deutscher Verwaltungsbeamter und Dahlienzüchter                                                                 | 80    |       |
| 17. April | Franz Bauer                                  | deutscher Politiker (NSDAP), MdR                                                                                | 72    |       |
| 17. April | Guido von Pirquet                            | österreichischer Pionier der Raketentechnik                                                                     | 86    |       |
| 17. April | Hans Purrmann                                | deutscher Maler, Grafiker, Kunstschriftsteller und Sammler                                                      | 86    |       |
| 17. April | Mario Serandrei                              | italienischer Filmeditor                                                                                        | 58    |       |
| 17. April | Alwine Wellmann                              | deutsche Politikerin (SPD), MdL                                                                                 | 75    |       |
| 17. April | Ernst Zipfel                                 | deutscher Archivar, Direktor des Reichsarchivs                                                                  | 75    |       |
| 18. April | Mita von Ahlefeldt                           | deutsche Schauspielerin                                                                                         | 74    |       |
| 18. April | Ernest Béguin                                | Schweizer Politiker (FDP)                                                                                       | 87    |       |
| 18. April | Edward Fitzgerald                            | US-amerikanischer Eishockeyspieler                                                                              | 75    |       |
| 18. April | Wilhelm Henrichs                             | deutscher Politiker (CDU), MdL                                                                                  | 68    |       |
| 18. April | Kuvalayananda                                | indischer Yogameister                                                                                           | 82    |       |
| 18. April | Hugo Marcus                                  | deutscher Schriftsteller und Intellektueller im Berlin der Weimarer Zeit                                        | 85    |       |
| 18. April | Allie Morrison                               | US-amerikanischer Ringer                                                                                        | 61    |       |
| 19. April | Gösta Åsbrink                                | schwedischer Turner und Moderner Fünfkämpfer                                                                    | 84    |       |
| 19. April | Neil Hamilton Fairley                        | australischer Tropenmediziner und Militär                                                                       | 74    |       |
| 19. April | Walter Hildebrandt                           | deutscher Politiker (GB/BHE), MdL                                                                               | 74    |       |
| 19. April | Margarete Junge                              | deutsche Designerin von Möbeln und Kunstgewerbegegenständen                                                     | 92    |       |
| 19. April | Erhard König                                 | deutscher Kommunist und Funktionär der Volkspolizei                                                             | 66    |       |
| 19. April | Maria-Dolorès de Malherbe                    | französische Gerechte unter den Völkern                                                                         | 71    |       |
| 19. April | Peter Revertera-Salandra                     | oberösterreichischer Landesrat, Sicherheitsdirektor für Oberösterreich                                          | 73    |       |
| 19. April | Ernst Sigg                                   | Schweizer Kirchenmusiker und Gymnasiallehrer                                                                    | 73    |       |
| 19. April | Javier Solís                                 | mexikanischer Sänger und Schauspieler                                                                           | 34    |       |
| 19. April | Oskar Srnka                                  | tschechischer Elektrotechniker, Hochschullehrer und -rektor                                                     | 81    |       |
| 19. April | Väinö Tanner                                 | finnischer Politiker, Mitglied des Reichstags und Ministerpräsident                                             | 85    |       |
| 20. April | Rufus Cole                                   | US-amerikanischer Internist                                                                                     | 93    |       |
| 20. April | Friedrich von Preußen                        | deutscher Adeliger, Enkel von Kaiser Wilhelm II.                                                                | 54    |       |
| 20. April | J. N. A. Hawkins                             | US-amerikanischer Tontechniker                                                                                  | 58    |       |
| 20. April | Jens Kirkegaard                              | dänischer Turner                                                                                                | 76    |       |
| 20. April | Warren Miller                                | amerikanischer Schriftsteller                                                                                   | 44    |       |
| 20. April | Gerhard Philipp                              | deutscher Ingenieur, Jurist und Politiker (CDU), MdB, MdEP                                                      | 62    |       |
| 20. April | Mathilde Uhlirz                              | österreichische Historikerin                                                                                    | 84    |       |
| 20. April | Aloys Christof Wilsmann                      | deutscher Journalist, Mediziner und Amateurzauberkünstler                                                       | 67    |       |
| 21. April | Otto Buchheister                             | deutscher Politiker (NSDAP), MdR                                                                                | 73    |       |
| 21. April | Sepp Dietrich                                | deutscher Politiker (NSDAP), MdR, SS-Oberst-Gruppenführer und Generaloberst der Waffen-SS                       | 73    |       |
| 21. April | Johannes Lenhardt                            | deutscher Geistlicher                                                                                           | 67    |       |
| 21. April | Archibald Montgomerie, 17. Earl of Eglinton  | britischer Peer                                                                                                 | 51    |       |
| 21. April | Lorenzo Raimundo Parodi                      | argentinischer Agraringenieur und Botaniker                                                                     | 71    |       |
| 22. April | Margarete Braun                              | deutsche Theologin                                                                                              | 72    |       |
| 22. April | Hans Förster                                 | deutscher Grafiker, Zeichner und Schriftsteller                                                                 | 81    |       |
| 22. April | Enrico Glori                                 | italienischer Schauspieler                                                                                      | 64    |       |
| 22. April | Walter Hahland                               | österreichischer Klassischer Archäologe                                                                         | 64    |       |
| 22. April | Dieter Krumpholz                             | deutscher Motorradrennfahrer                                                                                    |       |       |
| 22. April | Mario Vallotto                               | italienischer Bahnradsportler                                                                                   | 32    |       |
| 23. April | Otto Baer                                    | deutscher Kommunalpolitiker (SPD) und Oberbürgermeister von Magdeburg                                           | 85    |       |
| 23. April | Lili Baruch                                  | deutsche Fotografin                                                                                             | 71    |       |
| 23. April | Heinrich Dollwetzel                          | deutscher Militär, General der Kasernierten Volkspolizei (KVP) und Nationalen Volksarmee                        | 54    |       |
| 23. April | Paul W. John                                 | deutscher Fotograf                                                                                              | 78    |       |
| 23. April | Jeanne Kosnick-Kloss                         | deutsch-französische Malerin, Bildhauerin, Teppichwirkerin und Sängerin                                         | 74    |       |
| 23. April | Georges Ohsawa                               | japanischer Philosoph, Gründer der makrobiotischen Ernährung und Philosophie                                    | 72    |       |
| 23. April | Harry Rosenthal                              | deutsch-jüdischer Architekt                                                                                     | 73    |       |
| 23. April | Alfred Stamer                                | deutscher Politiker (SPD), MdL                                                                                  | 78    |       |
| 23. April | Paul Witterstätter                           | deutscher Maler                                                                                                 | 73    |       |
| 24. April | Melecio Arranz                               | philippinischer Politiker                                                                                       | 77    |       |
| 24. April | Hans Christian Branner                       | dänischer Schriftsteller                                                                                        | 62    |       |
| 24. April | George Humphrey                              | britischer Psychologe und Lerntheoretiker                                                                       | 76    |       |
| 24. April | Louis A. Johnson                             | US-amerikanischer Rechtsanwalt und Politiker                                                                    | 75    |       |
| 24. April | Wjatscheslaw Konstantinowitsch Oltarschewski | russischer Architekt                                                                                            | 86    |       |
| 24. April | Tino Pattiera                                | dalmatinischer Opernsänger                                                                                      | 75    |       |
| 24. April | Siegfried Wendt                              | deutscher Wirtschaftswissenschaftler und Hochschullehrer                                                        | 64    |       |
| 25. April | Hans Dachs                                   | deutscher Historiker                                                                                            | 80    |       |
| 25. April | Otto Didam                                   | deutscher Chorleiter                                                                                            | 75    |       |
| 25. April | Michael Kollender                            | deutsches Todesopfer der Berliner Mauer                                                                         | 21    |       |
| 25. April | Maria Kuznetsova                             | russische Balletttänzerin und Opernsängerin (Sopran)                                                            | 79    |       |
| 25. April | Franz Pfeffer                                | österreichischer Historiker, Kulturarbeiter und Journalist                                                      | 64    |       |
| 25. April | Günther Pfeffer                              | deutscher U-Boot-Kommandant                                                                                     | 51    |       |
| 25. April | Eva Schwarcz                                 | deutsche Theater- und Filmschauspielerin                                                                        | 47    |       |
| 25. April | Mir Sultan Khan                              | indisch-britischer Schachspieler                                                                                |       |       |
| 26. April | Rolf Engelbrecht                             | Oberbürgermeister der Stadt Weinheim                                                                            | 61    |       |
| 26. April | Tom Florie                                   | US-amerikanischer Fußballspieler                                                                                | 68    |       |
| 26. April | Peter Halm                                   | deutscher Kunsthistoriker                                                                                       | 65    |       |
| 26. April | Samuel Kahanamoku                            | US-amerikanischer Surfer und Schwimmsportler                                                                    | 63    |       |
| 26. April | Hermann Kalvelage                            | deutscher Politiker (CDU), MdL                                                                                  | 82    |       |
| 26. April | Artur Ressel                                 | deutscher Maler                                                                                                 | 69    |       |
| 27. April | Engelbert Daringer                           | österreichischer Kirchenmaler und Restaurator                                                                   | 83    |       |
| 27. April | Paul Dechamps                                | Fabrikant, Kommunalpolitiker                                                                                    | 85    |       |
| 27. April | Bernhard Durst                               | deutscher Ordensgeistlicher, Abt von Neresheim                                                                  | 83    |       |
| 27. April | Albert Kuhl                                  | österreichischer Elektriker und Politiker                                                                       | 76    |       |
| 28. April | Gilberto Govi                                | italienischer Schauspieler                                                                                      | 80    |       |
| 28. April | Bertha Heimberg                              | deutsche Freiwirtschaftlerin                                                                                    | 71    |       |
| 28. April | Bjarne Kroepelien                            | norwegischer Weinhändler, Autor und Büchersammler                                                               | 75    |       |
| 28. April | Wilhelm Mühe                                 | deutscher Ministerialrat und -direktor im Badischen Finanz- und Wirtschaftsministerium                          | 83    |       |
| 28. April | Anders Pedersen                              | dänischer Boxer                                                                                                 | 66    |       |
| 29. April | William Henry Eccles                         | britischer Physiker (Radioübertragung)                                                                          | 90    |       |
| 29. April | Hugo Friend                                  | US-amerikanischer Weitspringer und Hürdenläufer                                                                 | 84    |       |
| 29. April | Heinrich Hohenner                            | deutscher Geodät und Hochschullehrer für Geodäsie                                                               | 91    |       |
| 29. April | Kurt Kummer                                  | deutscher Landwirt und Ministerialbeamter                                                                       | 71    |       |
| 29. April | Blaine Sexton                                | britischer Eishockeyspieler                                                                                     | 73    |       |
| 29. April | Paula Strasberg                              | amerikanische Schauspielerin und Lehrerin                                                                       |       |       |
| 29. April | Paul Stretz                                  | deutsches Todesopfer der Berliner Mauer                                                                         | 31    |       |
| 30. April | Hans Bornemann                               | deutscher Fußballspieler                                                                                        | 52    |       |
| 30. April | Everett Case                                 | US-amerikanischer Basketball-Coach                                                                              | 65    |       |
| 30. April | Richard Fariña                               | amerikanischer Schriftsteller und Musiker                                                                       | 29    |       |
| 30. April | August Kleinert                              | deutscher Politiker (SPD), MdL                                                                                  | 70    |       |
| 30. April | Ernst Heinrich Landrock                      | deutscher Fotograf                                                                                              | 87    |       |
| 30. April | Patrick V. McNamara                          | US-amerikanischer Politiker (Demokratische Partei)                                                              | 71    |       |
| 30. April | Hans Meyer                                   | deutscher Philosoph                                                                                             | 81    |       |
| 30. April | Walter Sell                                  | österreichischer Eishockey- und Bandyspieler                                                                    | 59    |       |
| 30. April | Joseph E. Talbot                             | US-amerikanischer Politiker                                                                                     | 65    |       |
| April     | Charles Novi                                 | italienisch-US-amerikanischer Artdirector und Szenenbildner                                                     | 78    |       |
| April     | Joseph Nemours Pierre-Louis                  | haitianischer Politiker, Präsident von Haiti                                                                    | 65    |       |
| April     | Walter Whalen                                | US-amerikanischer Hochspringer                                                                                  | 68    |       |

## Mai
| Tag     | Name                                | Beruf, bekannt als                                                                                              | Alter | Beleg |
| ------- | ----------------------------------- | --- | ----- | ----- |
| 1. Mai  | Israel Beer                         | israelischer Agent für die Sowjetunion                                                                          | 53    |       |
| 1. Mai  | Edgar Graf                          | Schweizer Lehrer, Schriftsteller, Komponist und Zeichner                                                        | 58    |       |
| 1. Mai  | Ottokar von Knieriem                | Bankdirektor | 72    |       |
| 1. Mai  | Wilhelm Mommsen                     | deutscher Historiker                                                                                            | 74    |       |
| 1. Mai  | Rudolf Schulz-Schaeffer             | deutscher Jurist und Hochschullehrer an der Philipps-Universität Marburg                                        | 81    |       |
| 1. Mai  | Gustav Schumm                       | Oberstudienrat und ehemaliger Präsident, Rugby- und Fußballspieler des VfB Stuttgart                            | 76    |       |
| 2. Mai  | Cristina Agosti-Garosci             | italienische Polonistin und Übersetzerin                                                                        | 85    |       |
| 2. Mai  | Otto Besch                          | deutscher Komponist und Musikkritiker                                                                           | 81    |       |
| 2. Mai  | Gerhard Ebenbichler                 | österreichischer Kaufmann und Politiker (VdU), Abgeordneter zum Nationalrat                                     | 69    |       |
| 2. Mai  | Agostinho Fortes Filho              | brasilianischer Fußballspieler                                                                                  | 64    |       |
| 2. Mai  | Egbert Cornelis Nicolaas van Hoepen | niederländisch-südafrikanischer Paläontologe                                                                    | 81    |       |
| 02. Mai | Torsten Kumfeldt                    | schwedischer Wasserballspieler und Schwimmer                                                                    | 80    |       |
| 2. Mai  | Jack London                         | britischer Leichtathlet                                                                                         | 61    |       |
| 2. Mai  | Bernhard Pfad                       | deutscher Jurist und Politiker (CDU), MdL                                                                       | 81    |       |
| 2. Mai  | Jean Rossius                        | belgischer Radrennfahrer                                                                                        | 75    |       |
| 2. Mai  | Hans Fritz von Zwehl                | deutscher Jurist und Dramatiker                                                                                 | 82    |       |
| 3. Mai  | Komiya Toyotaka                     | japanischer Germanist und Literaturkritiker                                                                     | 82    |       |
| 3. Mai  | Alan Campbell Don                   | britischer Priester und Dekan von Westminster                                                                   | 81    |       |
| 3. Mai  | Anson Ely Morse                     | US-amerikanischer Historiker                                                                                    | 86    |       |
| 3. Mai  | Agnes Muthspiel                     | österreichische Malerin                                                                                         | 52    |       |
| 3. Mai  | Adolf Riebe                         | österreichischer Fußballspieler und -trainer                                                                    | 77    |       |
| 3. Mai  | Ernst Schönbauer                    | österreichischer Rechtswissenschaftler und Politiker (Landbund), Abgeordneter zum Nationalrat                   | 80    |       |
| 3. Mai  | Adolph Schönfelder                  | deutscher Politiker (SPD), MdHB, Senator                                                                        | 91    |       |
| 3. Mai  | Adelheid von Sybel                  | deutsche Schriftstellerin und Dichterin                                                                         | 87    |       |
| 3. Mai  | Wylie Watson                        | britischer Schauspieler                                                                                         | 77    |       |
| 4. Mai  | Friedrich Bremer                    | deutscher SS-Hauptsturmführer                                                                                   | 46    |       |
| 4. Mai  | Friedrich Hübener                   | deutscher Hochschullehrer für Maschinenbau und Rektor der TH Darmstadt im NS-Regime                             | 83    |       |
| 4. Mai  | Gerhard Menzel                      | deutscher Drehbuchautor                                                                                         | 71    |       |
| 4. Mai  | Alex F. Osborn                      | US-amerikanischer Autor und Werbefachmann                                                                       | 77    |       |
| 4. Mai  | Amédée Ozenfant                     | französischer Maler und Mitbegründer des Purismus                                                               | 80    |       |
| 5. Mai  | Sara Cassey                         | US-amerikanische Jazz-Komponistin                                                                               | 37    |       |
| 5. Mai  | Chit Phumisak                       | thailändischer Intellektueller und Autor                                                                        | 35    |       |
| 5. Mai  | Albert Fromme                       | Universalchirurg                                                                                                | 84    |       |
| 5. Mai  | Florus Kertscher                    | deutscher Agrarwissenschaftler                                                                                  | 73    |       |
| 5. Mai  | Gustav Köllmann                     | deutscher Maschinenbauer, Industrieller                                                                         | 92    |       |
| 5. Mai  | Gabriel del Orbe                    | dominikanischer Geiger                                                                                          | 78    |       |
| 5. Mai  | Daňatar Öwesow                      | turkmenischer Komponist                                                                                         | 55    |       |
| 6. Mai  | Rupert Angermair                    | deutscher katholischer Moraltheologe und Fachbuchautor                                                          | 67    |       |
| 6. Mai  | Karl Friedrich Gustav Hetzel        | deutscher Wasserbauingenieur und Hochschullehrer                                                                | 76    |       |
| 6. Mai  | Heinrich Müller                     | deutscher Pädagoge, Schulbuchautor und Politiker (SPD), MdB                                                     | 65    |       |
| 6. Mai  | Paul Frank Webster                  | US-amerikanischer Jazztrompeter des Swing                                                                       | 56    |       |
| 7. Mai  | Usman Jussupow                      | sowjetisch-usbekischer Politiker                                                                                | 66    |       |
| 7. Mai  | Stanisław Jerzy Lec                 | polnischer Lyriker und Aphoristiker                                                                             | 57    |       |
| 8. Mai  | Joseph Anthony Gray                 | US-amerikanischer Politiker                                                                                     | 82    |       |
| 8. Mai  | Erich Pommer                        | deutscher Filmproduzent (Metropolis, Der blaue Engel)                                                           | 76    |       |
| 8. Mai  | Walter Schramm                      | deutscher Theaterregisseur und Schauspieler                                                                     | 71    |       |
| 8. Mai  | Ernst Tobler                        | Schweizer Landwirt, Unternehmer und Politiker                                                                   | 77    |       |
| 9. Mai  | Daniel O. Hastings                  | US-amerikanischer Politiker                                                                                     | 92    |       |
| 9. Mai  | Alfred Mendelsohn                   | rumänischer Komponist                                                                                           | 56    |       |
| 9. Mai  | Ernest Preston                      | englischer Fußballspieler                                                                                       | 64    |       |
| 10. Mai | Otto Abs                            | deutscher Mediziner                                                                                             | 74    |       |
| 10. Mai | Erich Engel                         | deutscher Film- und Theaterregisseur                                                                            | 75    |       |
| 10. Mai | Maximilian Handel                   | österreichischer Gutsbesitzer und Politiker (ÖVP), Landtagsabgeordneter, Abgeordneter zum Nationalrat           | 76    |       |
| 10. Mai | Wilhelm Jacobs                      | deutscher Politiker (SPD)                                                                                       | 82    |       |
| 10. Mai | Antonio Magarotto                   | italienischer Aktivist und Pädagoge                                                                             | 74    |       |
| 10. Mai | Franz Schriewer                     | deutscher Bibliothekar und Leiter der Grenzakademie Sankelmark                                                  | 72    |       |
| 10. Mai | Erich Seemann                       | deutscher Germanist und Volksliedforscher                                                                       | 78    |       |
| 10. Mai | Martin Stammer                      | deutscher evangelischer Theologe, Pädagoge und Politiker (DVP)                                                  | 83    |       |
| 11. Mai | Hilary A. Bush                      | US-amerikanischer Politiker                                                                                     | 60    |       |
| 11. Mai | Henry S. Caulfield                  | US-amerikanischer Politiker                                                                                     | 92    |       |
| 11. Mai | Bruno Costa                         | österreichischer Bildhauer                                                                                      | 75    |       |
| 11. Mai | Georg Goyert                        | deutscher literarischer Übersetzer und Lehrer                                                                   | 81    |       |
| 11. Mai | Hermann Henneicke                   | deutscher Gewerkschaftsfunktionär und Politiker der SPD/SPS                                                     | 79    |       |
| 11. Mai | Richard Kackstein                   | deutscher Politiker (NSDAP), MdR                                                                                | 63    |       |
| 11. Mai | Isaiah Morgan                       | US-amerikanischer Kornettist und Bandleader des Hot Jazz                                                        | 69    |       |
| 11. Mai | James Rorimer                       | US-amerikanischer Kunsthistoriker                                                                               | 60    |       |
| 12. Mai | Anna Langfus                        | polnisch-französische Schriftstellerin                                                                          | 46    |       |
| 12. Mai | Mathilde Ludendorff                 | deutsche Neopaganistin, Politikerin, Psychiaterin                                                               | 88    |       |
| 12. Mai | Felix Steiner                       | deutscher SS-Obergruppenführer und General der Waffen-SS                                                        | 69    |       |
| 13. Mai | Heiner Dikreiter                    | deutscher Maler, Grafiker und Kunstpädagoge                                                                     | 72    |       |
| 13. Mai | Henrik Adam Due                     | US-amerikanisch-norwegischer Violinist und Musikpädagoge                                                        | 75    |       |
| 13. Mai | Rudolf Marktschläger                | österreichischer Sparkassendirektor und Politiker (ÖVP), Abgeordneter zum Nationalrat                           | 69    |       |
| 13. Mai | Henk van Randwijk                   | niederländischer Journalist und Chefredakteur                                                                   | 56    |       |
| 14. Mai | Karl Hähnel                         | deutscher Leichtathlet und Olympiateilnehmer                                                                    | 73    |       |
| 14. Mai | Johann Ulrich Hubschmied            | Schweizer Romanist und Onomastiker                                                                              | 85    |       |
| 14. Mai | Georgia Douglas Johnson             | US-amerikanische Lyrikerin, Dramatikerin und Komponistin                                                        |       |       |
| 14. Mai | Ludwig Meidner                      | deutscher Maler des Expressionismus, Dichter und Grafiker                                                       | 82    |       |
| 14. Mai | Manfred Papo                        | österreichischer Rabbiner                                                                                       | 67    |       |
| 14. Mai | Ernst Voges                         | deutscher Politiker (SPD), MdA                                                                                  | 73    |       |
| 15. Mai | Josef Bock                          | österreichischer Bildhauer                                                                                      | 83    |       |
| 15. Mai | Venceslau Brás                      | brasilianischer Politiker und Präsident                                                                         | 98    |       |
| 15. Mai | Fritz Jack                          | deutscher Fechter                                                                                               | 86    |       |
| 15. Mai | Hans Kautsky                        | österreichischer Chemiker                                                                                       | 75    |       |
| 15. Mai | Maximiliano Hernández Martínez      | Präsident von El Salvador                                                                                       | 83    |       |
| 15. Mai | Jaroslav Vítek                      | tschechoslowakischer Kugelstoßer und Diskuswerfer                                                               | 51    |       |
| 15. Mai | Karoline Zorwald                    | deutsche Kommunalpolitikerin                                                                                    | 76    |       |
| 16. Mai | Hellmut Holthaus                    | deutscher Schriftsteller                                                                                        | 56    |       |
| 16. Mai | Robert Constant Lagae               | belgischer Ordensgeistlicher, römisch-katholischer Apostolischer Vikar von Niangara                             | 83    |       |
| 16. Mai | Alfred Onnen                        | deutscher Jurist und Politiker (FDP), MdB                                                                       | 61    |       |
| 16. Mai | Francis L. Parker                   | US-amerikanischer Offizier, Brigadegeneral der US-Army                                                          | 92    |       |
| 16. Mai | Robert Pražák                       | tschechoslowakischer Turner                                                                                     | 73    |       |
| 16. Mai | Joseph Rasqui                       | luxemburgischer Radrennfahrer                                                                                   | 71    |       |
| 16. Mai | Friedrich Georg von Rechenberg      | deutscher Schriftsteller                                                                                        | 74    |       |
| 16. Mai | Earl Edward Sherff                  | US-amerikanischer Botaniker                                                                                     | 79    |       |
| 16. Mai | Georges Van Den Bossche             | belgischer Ruderer                                                                                              | 73    |       |
| 17. Mai | Hans Ehinger                        | schweizerischer Musikschriftsteller                                                                             | 63    |       |
| 17. Mai | Paul Haußer                         | deutscher Verwaltungsbeamter                                                                                    | 85    |       |
| 17. Mai | Olav Kjelbotn                       | norwegischer Skilangläufer                                                                                      | 67    |       |
| 17. Mai | Raffaello Matarazzo                 | italienischer Filmregisseur und Drehbuchautor                                                                   | 56    |       |
| 17. Mai | Friedrich Nötscher                  | deutscher Alttestamentler                                                                                       | 75    |       |
| 17. Mai | Randy Turpin                        | englischer Boxer                                                                                                | 37    |       |
| 18. Mai | Paul Althaus                        | protestantischer Theologe (Lutherischer Dogmatiker)                                                             | 78    |       |
| 18. Mai | Henning Fahrenheim                  | deutscher evangelisch-lutherischer Geistlicher                                                                  | 71    |       |
| 18. Mai | Franz Lüke                          | deutscher Politiker (CDU), MdL                                                                                  | 59    |       |
| 18. Mai | Wilhelm Schwarz                     | deutscher Politiker (Zentrum, CDU)                                                                              | 78    |       |
| 18. Mai | Eberhard Stammer                    | deutscher Politiker (GB/BHE), MdL                                                                               | 77    |       |
| 19. Mai | Theodore F. Green                   | US-amerikanischer Politiker                                                                                     | 98    |       |
| 19. Mai | Curt Höppner                        | deutscher Architekt und preußischer Baubeamter, Direktor der Baugewerkschulen in Deutsch Krone, Frankfurt (O... | 79    |       |
| 19. Mai | Wilhelm Seiger                      | deutscher Lehrer und Politiker (SPD), MdL                                                                       | 68    |       |
| 20. Mai | Arthur William Mickle Ellis         | britisch-kanadischer Mediziner                                                                                  | 83    |       |
| 20. Mai | Jacob Hergenhahn                    | deutsch-US-amerikanischer Kunstturner                                                                           | 84    |       |
| 20. Mai | Kurt Hildebrandt                    | deutscher Philosoph, Psychiater und Schriftsteller                                                              | 84    |       |
| 20. Mai | Milorad Jovanović                   | jugoslawischer Opernsänger (Bassbariton) und Professor an der Musikakademie von Belgrad                         | 69    |       |
| 20. Mai | Paul Kuhn                           | deutscher Opernsänger (Tenor)                                                                                   | 91    |       |
| 20. Mai | Armando Latini                      | italienischer Radrennfahrer                                                                                     | 53    |       |
| 21. Mai | David Beck                          | liechtensteinischer Archäologe und Heimatforscher                                                               | 73    |       |
| 21. Mai | Wolfgang Küntscher                  | deutscher Eisenhütteningenieur und Hochschullehrer                                                              | 63    |       |
| 21. Mai | Diane Oliver                        | US-amerikanische Schriftstellerin                                                                               | 22    |       |
| 21. Mai | Jakob Ott                           | deutscher Politiker (SPD) und Widerstandskämpfer                                                                | 63    |       |
| 21. Mai | Georg Stetefeld                     | deutscher Politiker (FDP), MdL                                                                                  | 83    |       |
| 22. Mai | Karl Knauer                         | deutscher Romanist                                                                                              | 59    |       |
| 22. Mai | Dan Moody                           | US-amerikanischer Politiker                                                                                     | 72    |       |
| 22. Mai | Stefanie Psonder                    | österreichische Politikerin (SPÖ), Mitglied des Bundesrates                                                     | 55    |       |
| 22. Mai | Alfred Rainer                       | österreichischer Politiker (ÖVP), Landtagsabgeordneter                                                          | 44    |       |
| 22. Mai | Olavi Rove                          | finnischer Turner                                                                                               | 50    |       |
| 23. Mai | Charles Brand                       | US-amerikanischer Politiker                                                                                     | 94    |       |
| 23. Mai | Demchugdongrub                      | mongolischer Prinz                                                                                              | 64    |       |
| 23. Mai | Viktor Heißler                      | deutscher Ingenieur und Hochschullehrer                                                                         | 64    |       |
| 23. Mai | Martin Dewey McNamara               | US-amerikanischer Geistlicher, Bischof von Joliet in Illinois                                                   | 68    |       |
| 24. Mai | Emil Fahrenkamp                     | deutscher Architekt und Hochschullehrer                                                                         | 80    |       |
| 24. Mai | Ove Frederiksen                     | dänischer Tennisspieler                                                                                         | 81    |       |
| 24. Mai | Theresa Garnett                     | englisch-britische Suffragette                                                                                  | 78    |       |
| 24. Mai | Hans Griesbeck                      | deutscher Politiker (KPD), MdL                                                                                  | 68    |       |
| 24. Mai | Hans Hansen                         | deutscher Architekt und bildender Künstler                                                                      | 77    |       |
| 24. Mai | George Neuner                       | US-amerikanischer Jurist und Politiker                                                                          | 87    |       |
| 25. Mai | Evert Dirk Baumann                  | niederländischer Historiker und Mediziner                                                                       | 82    |       |
| 25. Mai | Ricardo Castillo                    | guatemaltekischer Komponist                                                                                     | 71    |       |
| 25. Mai | Maidy Koch                          | deutsche Lyrikerin und Dramatikerin                                                                             | 90    |       |
| 25. Mai | Joseph Somers                       | belgischer Radrennfahrer                                                                                        | 48    |       |
| 25. Mai | Vernon Sturdee                      | australischer Generalleutnant                                                                                   | 76    |       |
| 25. Mai | Walter Weber                        | deutscher Politiker (parteilos), Landrat in Hessen                                                              | 79    |       |
| 26. Mai | Luciano Folgore                     | italienischer Maler und Schriftsteller                                                                          | 77    |       |
| 26. Mai | Edmond T. Gréville                  | französischer Filmregisseur und Drehbuchautor                                                                   | 59    |       |
| 26. Mai | Willy Jentsch                       | deutscher Politiker (SPD und (SED)) sowie Oberbürgermeister                                                     | 74    |       |
| 26. Mai | Hannah von Mettal                   | deutschsprachige Übersetzerin von James Joyces Drama „Exiles“                                                   | 82    |       |
| 26. Mai | Olof Molander                       | schwedischer Film- und Theaterregisseur, Schauspieler sowie Theaterleiter                                       | 73    |       |
| 26. Mai | Hermann Schäfer                     | deutscher Politiker (DDP, FDP, Freie Volkspartei, DP), MdB                                                      | 74    |       |
| 26. Mai | Áron Tamási                         | ungarischer Schriftsteller                                                                                      | 68    |       |
| 26. Mai | Copé Wendling                       | deutscher Fußballspieler                                                                                        | 75    |       |
| 27. Mai | Rudolf Bosse                        | deutscher Politiker (SPD), MdL                                                                                  | 76    |       |
| 27. Mai | Herbert Körner                      | deutscher Kameramann                                                                                            | 64    |       |
| 27. Mai | Fritz Schaper                       | deutscher Politiker und Widerstandskämpfer                                                                      | 75    |       |
| 27. Mai | Egon Weißenbach                     | österreichischer Maler                                                                                          | 69    |       |
| 28. Mai | Harry Haraldsen                     | norwegischer Eisschnellläufer                                                                                   | 54    |       |
| 29. Mai | Ignace Lepp                         | französischer Ordensgeistlicher und Autor                                                                       | 56    |       |
| 29. Mai | James Woolf                         | britischer Filmproduzent                                                                                        |       |       |
| 30. Mai | Wäinö Aaltonen                      | finnischer Bildhauer                                                                                            | 72    |       |
| 30. Mai | Feliks Araszkiewicz                 | polnischer Literaturhistoriker                                                                                  | 71    |       |
| 30. Mai | Gabriel Bougrain                    | französischer Offizier, Generalmajor                                                                            | 84    |       |
| 30. Mai | Hanns Bunge                         | deutscher Politiker (NSDAP), MdR                                                                                | 67    |       |
| 30. Mai | Oscar Walter Cisek                  | rumäniendeutscher Schriftsteller und Diplomat                                                                   | 68    |       |
| 30. Mai | Heinz Dubois                        | deutscher Maler                                                                                                 | 51    |       |
| 30. Mai | Gustav Lachmann                     | deutscher Flugzeugkonstrukteur                                                                                  | 70    |       |
| 30. Mai | Christian Mahler                    | deutscher Widerstandskämpfer gegen den Nationalsozialismus und SED-Funktionär                                   | 60    |       |
| 30. Mai | Thelma Terry                        | US-amerikanische Jazzmusikerin                                                                                  | 64    |       |
| 31. Mai | Bernhard Beyer                      | deutscher Nervenarzt und Freimaurer                                                                             | 87    |       |
| 31. Mai | William H. Blanchard                | US-amerikanischer Pilot, General der US-Luftwaffe                                                               | 50    |       |
| Mai     | Josef Schneider                     | Schweizer Ruderer                                                                                               |       |       |
| Mai     | Norma Smallwood                     | US-amerikanische Schönheitskönigin, 1926 Miss America                                                           |       |       |

## Juni
| Tag      | Name                               | Beruf, bekannt als                                                                                              | Alter | Beleg |
| -------- | ---------------------------------- | --- | ----- | ----- |
| 1. Juni  | Cécile Butticaz                    | Schweizer Ingenieurin, erste Ingenieurin Europas                                                                | 81    |       |
| 1. Juni  | Tommaso Gallarati Scotti           | italienischer Diplomat                                                                                          | 87    |       |
| 1. Juni  | Peter George                       | britischer Schriftsteller                                                                                       | 42    |       |
| 1. Juni  | Emil Gesche                        | deutscher Kaufmann                                                                                              | 94    |       |
| 1. Juni  | Papa Jack Laine                    | US-amerikanischer Jazz-Bigband-Leader und Schlagzeuger des frühen Jazz                                          | 92    |       |
| 1. Juni  | Inge Müller                        | deutsche Schriftstellerin (DDR)                                                                                 | 41    |       |
| 1. Juni  | George Owen                        | britischer Radrennfahrer                                                                                        | 72    |       |
| 1. Juni  | Alfred Schoep                      | belgischer Geograph, Mineraloge, Geologe und Kristallograph                                                     | 84    |       |
| 1. Juni  | Siegfried Selke                    | deutscher Grenzsoldat, Todesopfer an der innerdeutschen Grenze                                                  | 19    |       |
| 2. Juni  | François Ayoub                     | syrischer Geistlicher, maronitischer Erzbischof von Aleppo                                                      | 66    |       |
| 2. Juni  | Herbert Bresching                  | deutscher Radrennfahrer                                                                                         | 55    |       |
| 2. Juni  | Constanz Brüel                     | deutscher lutherischer Kirchenjurist                                                                            | 73    |       |
| 2. Juni  | Eduard Freimüller                  | Schweizer Politiker (SP)                                                                                        | 67    |       |
| 2. Juni  | Ferdinand Huneke                   | deutscher Mediziner                                                                                             | 74    |       |
| 2. Juni  | Évariste Kimba                     | kongolesischer Premierminister der Demokratischen Republik Kongo (1965)                                         | 39    |       |
| 2. Juni  | Stephen King-Hall, Baron King-Hall | britischer Marineoffizier, Schriftsteller und Politiker                                                         | 73    |       |
| 2. Juni  | Nikolai Wassiljewitsch Smirnow     | russischer Mathematiker                                                                                         | 65    |       |
| 2. Juni  | Richard Olaf Winstedt              | britischer Orientalist und Kolonialbeamter                                                                      | 87    |       |
| 3. Juni  | Karoline Adametz                   | österreichische autodidaktische Paläontologin und Prähistorikerin                                               | 86    |       |
| 3. Juni  | Alice Calhoun                      | US-amerikanische Schauspielerin                                                                                 | 65    |       |
| 3. Juni  | Walter Hübschmann                  | deutscher Jurist und Richter                                                                                    | 77    |       |
| 3. Juni  | Fionán Lynch                       | irischer Politiker (Sinn Féin, Cumann na nGaedheal und Fine Gael), Lehrer, Rechtsanwalt und Richter             | 77    |       |
| 3. Juni  | Gottlob Obenland                   | deutscher Politiker                                                                                             | 95    |       |
| 3. Juni  | Rudolf Ritter                      | österreichischer Opernsänger (Tenor) und Gesangspädagoge                                                        | 88    |       |
| 3. Juni  | Heinrich Vormbrock                 | deutscher Unternehmer                                                                                           | 85    |       |
| 3. Juni  | Martin-Heinrich Wilkens            | deutscher Unternehmer und Politiker (DDP, DStP, BDV, CDU), MdBB                                                 | 77    |       |
| 4. Juni  | Paul Barnickel                     | Reichsanwalt am Volksgerichtshof                                                                                | 81    |       |
| 4. Juni  | Chang Myon                         | südkoreanischer Politiker, Premierminister Südkoreas                                                            | 66    |       |
| 4. Juni  | Arthur C. Cope                     | US-amerikanischer Chemiker und Professor für organische Chemie                                                  | 56    |       |
| 4. Juni  | Erich Czech                        | österreichischer Journalist                                                                                     | 76    |       |
| 4. Juni  | Georg Rieve                        | deutscher Architekt                                                                                             | 78    |       |
| 4. Juni  | Blanche Wolf Knopf                 | US-amerikanische Verlegerin                                                                                     | 71    |       |
| 5. Juni  | Kawaguchi Kigai                    | japanischer Maler                                                                                               | 73    |       |
| 5. Juni  | Ann Haven Morgan                   | amerikanische Zoologin, Ökologin und Hochschullehrerin                                                          | 84    |       |
| 5. Juni  | Natacha Rambova                    | US-amerikanische Kostüm- und Bühnenbildner, Grafikerin, Schriftstellerin, Stummfilm-Schauspielerin              | 69    |       |
| 5. Juni  | Reinhold von Saucken               | deutscher Diplomat                                                                                              | 76    |       |
| 6. Juni  | Rudolf Bereis                      | deutschsprachiger Mathematiker und Hochschullehrer                                                              | 63    |       |
| 6. Juni  | Ethel Clayton                      | US-amerikanische Schauspielerin in der Stummfilmzeit                                                            | 83    |       |
| 6. Juni  | Wilhelm Jannasch                   | deutscher evangelisch-lutherischer Theologe                                                                     | 78    |       |
| 6. Juni  | Hans Erich Kalischer               | deutscher Ökonom und Fotograf                                                                                   | 62    |       |
| 6. Juni  | Friedrich von der Leyen            | deutscher Germanist und Volkskundler                                                                            | 92    |       |
| 6. Juni  | Heinz Liepman                      | deutscher Schriftsteller, Dramaturg, Literaturagent und Antifaschist                                            | 60    |       |
| 6. Juni  | Joachim Müller                     | deutscher evangelischer Theologe                                                                                | 75    |       |
| 6. Juni  | Paul Müller                        | Schweizer Politiker (KVP)                                                                                       | 71    |       |
| 6. Juni  | Carl Schlemmer                     | deutscher Dekorationsmaler                                                                                      |       |       |
| 6. Juni  | Elizabeth Christ Trump             | deutsch-amerikanische Unternehmerin                                                                             | 85    |       |
| 6. Juni  | Jan Víšek                          | tschechischer Architekt und Hochschullehrer                                                                     | 76    |       |
| 7. Juni  | Hans Arp                           | deutsch-französischer Maler, Grafiker, Bildhauer und Lyriker                                                    | 79    |       |
| 7. Juni  | Walter Frey                        | deutscher Politiker (SPD), MdL, Oberbürgermeister von Remscheid                                                 | 57    |       |
| 7. Juni  | Franz Rädlein                      | deutscher Modelleur und Holzbildhauer                                                                           | 75    |       |
| 8. Juni  | Karl Hasselmann                    | deutscher Kameramann                                                                                            | 83    |       |
| 8. Juni  | José Saura                         | spanischer Radrennfahrer                                                                                        | 65    |       |
| 8. Juni  | Otto Soltau                        | deutscher Baptistenpastor, Vorsitzender der Ost-Sektion des Bundes Evangelisch-Freikirchlicher Gemeinden        | 85    |       |
| 8. Juni  | Joseph Albert Walker               | US-amerikanischer Testpilot                                                                                     | 45    |       |
| 8. Juni  | John Ernest Weaver                 | US-amerikanischer Botaniker                                                                                     | 82    |       |
| 9. Juni  | Max Friz                           | deutscher Ingenieur und Motorenkonstrukteur                                                                     | 82    |       |
| 09. Juni | Hans Harloff                       | deutscher Schauspieler, Regisseur und Intendant                                                                 | 56    |       |
| 10. Juni | Božena Begović                     | kroatische Schriftstellerin, Übersetzerin, Schauspielerin, Rundfunksprecherin und Dramaturgin                   | 65    |       |
| 10. Juni | Raimund Lorenzer                   | deutscher Arzt und Schriftsteller                                                                               | 74    |       |
| 10. Juni | Walter Müller                      | österreichischer Biathlet                                                                                       | 26    |       |
| 10. Juni | August Rudloff                     | Gewerkschafter, Buchenwaldhäftling, Kommunalpolitiker                                                           | 81    |       |
| 10. Juni | Hamdullah Suphi Tanrıöver          | türkischer Politiker und Autor                                                                                  |       |       |
| 11. Juni | Alfred Berger                      | österreichischer Eiskunstläufer                                                                                 | 71    |       |
| 11. Juni | Jimmy Davies                       | US-amerikanischer Automobilrennfahrer                                                                           | 36    |       |
| 11. Juni | Wallace Ford                       | britischer Schauspieler                                                                                         | 68    |       |
| 11. Juni | Carl-Theodor Georg                 | deutscher Arzt, Plantagenbesitzer und Krankenhausgründer                                                        | 82    |       |
| 11. Juni | Bobby John                         | österreichischer Kabarettist, Schauspieler und Entertainer                                                      | 61    |       |
| 11. Juni | Martha von Laffert                 | deutsche Malerin                                                                                                | 82    |       |
| 11. Juni | Jud Larson                         | US-amerikanischer Rennfahrer                                                                                    | 43    |       |
| 11. Juni | Philipp Obenauer                   | Landtagsabgeordneter Volksstaat Hessen                                                                          | 76    |       |
| 11. Juni | Bernard Schmetz                    | französischer Degenfechter                                                                                      | 62    |       |
| 12. Juni | Dorothea Hirschfeld                | Wegbereiterin der Sozialen Arbeit in Deutschland und Politikerin (SPD)                                          | 89    |       |
| 12. Juni | William Ernest Hocking             | US-amerikanischer Theologe und Philosoph                                                                        | 92    |       |
| 12. Juni | Erwin Reisner                      | österreichischer Hochschullehrer für Systematik und Philosophie, Theaterkritiker, Kulturreferent und Bibliot... | 76    |       |
| 12. Juni | Hermann Scherchen                  | deutscher Dirigent                                                                                              | 74    |       |
| 12. Juni | Osvald Sirén                       | schwedischer Kunsthistoriker finnischer Herkunft, Sammler und Kurator                                           | 87    |       |
| 12. Juni | Aimé Steck                         | französischer Komponist                                                                                         | 73    |       |
| 13. Juni | Gerhard Kaiser                     | deutscher Schachkomponist und Schachredakteur                                                                   | 75    |       |
| 13. Juni | Hans-Georg Alexander Kremmler      | deutscher Landrat                                                                                               | 80    |       |
| 14. Juni | Walther Bacmeister                 | deutscher Jurist und Ornithologe                                                                                | 93    |       |
| 14. Juni | Anton Horvath                      | österreichischer Sattlermeister und Politiker (CS), MdL (Burgenland)                                            | 78    |       |
| 14. Juni | Ruben Arthur Stirton               | US-amerikanischer Paläontologe                                                                                  | 64    |       |
| 14. Juni | Parnaos Tschikwiladse              | sowjetischer Judoka                                                                                             | 25    |       |
| 15. Juni | Josef Beck                         | deutscher Mediziner und Hochschullehrer                                                                         | 75    |       |
| 15. Juni | Vicente Rojo Lluch                 | spanischer General                                                                                              | 71    |       |
| 15. Juni | Richard Sanford                    | US-amerikanischer Hindernisläufer                                                                               | 88    |       |
| 15. Juni | Takahashi Sankichi                 | japanischer Admiral                                                                                             | 83    |       |
| 16. Juni | Rudolph Blüthner-Haessler          | deutscher Rechtsanwalt und Unternehmer in Leipzig                                                               | 62    |       |
| 16. Juni | Hans Christian Broholm             | dänischer Prähistoriker                                                                                         | 73    |       |
| 16. Juni | Georg Keppler                      | deutscher SS-Obergruppenführer, Offizier der Wehrmacht und Ordnungspolizei                                      | 72    |       |
| 16. Juni | Herbert Kessler                    | Schweizer Eishockeyspieler                                                                                      | 53    |       |
| 16. Juni | Hans Krenek                        | österreichischer Psychologe und NS-Täter                                                                        | 63    |       |
| 16. Juni | Harry Sauthoff                     | US-amerikanischer Rechtsanwalt und Politiker                                                                    | 87    |       |
| 17. Juni | Hans Barry                         | deutscher Beamter in der Bergverwaltung                                                                         |       |       |
| 17. Juni | Hans Christern                     | deutscher Offizier der Wehrmacht und Träger des Ritterkreuz des Eisernen Kreuzes                                | 66    |       |
| 17. Juni | Fritz Ecarius                      | deutscher Politiker (CDU), MdL, Oberbürgermeister von Ludwigshafen                                              | 80    |       |
| 17. Juni | Wilhelm Rohrschneider              | deutscher Mediziner                                                                                             | 71    |       |
| 17. Juni | Johnny St. Cyr                     | US-amerikanischer Banjo-Spieler und Gitarrist                                                                   | 76    |       |
| 17. Juni | Ruth Zechlin                       | deutsche Autorin                                                                                                | 67    |       |
| 18. Juni | German Germanowitsch Galynin       | russischer Komponist                                                                                            | 44    |       |
| 18. Juni | Konrad Heiden                      | deutscher Journalist und Schriftsteller                                                                         | 64    |       |
| 18. Juni | Pierre Montet                      | französischer Ägyptologe                                                                                        | 80    |       |
| 18. Juni | Otto Raible                        | deutscher Ordenspriester, Missionar und römisch-katholischer Bischof                                            | 78    |       |
| 18. Juni | Lothar Schreyer                    | deutscher Jurist, Maler, Schriftsteller und Dramaturg                                                           | 79    |       |
| 19. Juni | Walter Amstalden                   | Schweizer Politiker                                                                                             | 82    |       |
| 19. Juni | Erich Göllnitz                     | deutscher Mathematiker                                                                                          | 73    |       |
| 19. Juni | Peter Hoenselaers                  | deutscher Opernsänger und Theaterintendant                                                                      | 70    |       |
| 19. Juni | Nikolai Nikolajewitsch Jakowlew    | russischer Geologe, Paläontologe und Hochschullehrer                                                            | 96    |       |
| 19. Juni | Marjan Kozina                      | slowenischer Komponist                                                                                          | 59    |       |
| 19. Juni | Ernst Müller                       | deutscher Gewerkschafter (FDGB), MdV                                                                            | 51    |       |
| 19. Juni | Konrad Schubring                   | deutscher Altphilologe, Epigraphiker und Medizinhistoriker                                                      | 54    |       |
| 19. Juni | Heinrich Sproemberg                | deutscher Historiker                                                                                            | 76    |       |
| 19. Juni | Ed Wynn                            | US-amerikanischer Film- und Theaterschauspieler sowie Komiker                                                   | 79    |       |
| 20. Juni | Wilhelm Busch                      | deutscher protestantischer Pfarrer, Evangelist und Schriftsteller                                               | 69    |       |
| 20. Juni | Cheng Bugao                        | chinesischer Filmregisseur                                                                                      |       |       |
| 20. Juni | Hans Egarter                       | italienischer Widerstandskämpfer (Südtirol)                                                                     | 57    |       |
| 20. Juni | Wilhelm Ergert                     | österreichischer Nachrichten-Offizier                                                                           | 71    |       |
| 20. Juni | Heinrich Fröhle                    | deutscher oldenburgischer Politiker                                                                             | 86    |       |
| 20. Juni | Robert Hense                       | deutscher Fußballspieler                                                                                        | 80    |       |
| 20. Juni | Georges Lemaître                   | belgischer Priester und Physiker; gilt als Begründer der Urknalltheorie                                         | 71    |       |
| 20. Juni | Günter Reichenkron                 | deutscher Romanist und Balkanologe                                                                              | 59    |       |
| 20. Juni | Carl W. Tetting                    | deutscher Schauspieler, Produktions- und Herstellungsleiter                                                     | 76    |       |
| 21. Juni | Reg Calvert                        | britischer Musiker, Musikmanager und Radiopirat                                                                 |       |       |
| 21. Juni | Edward Gourdin                     | US-amerikanischer Weitspringer                                                                                  | 68    |       |
| 21. Juni | Fernand Haussaire                  | französischer Fußballspieler                                                                                    | 55    |       |
| 21. Juni | Ida Perry                          | deutsche Schauspielerin                                                                                         | 89    |       |
| 21. Juni | Kurt Roger                         | österreichischer Komponist und Musikwissenschaftler                                                             | 71    |       |
| 22. Juni | Ernst Bürgin                       | deutscher Chemiker und verurteilter Kriegsverbrecher                                                            | 80    |       |
| 22. Juni | Ernst Karl Gillmann                | deutscher evangelischer Theologe                                                                                | 75    |       |
| 22. Juni | Josef Harbrecht                    | deutscher Pädagoge und Politiker (Zentrum, BCSV, CDU)                                                           | 81    |       |
| 22. Juni | Andreas Rumpf                      | deutscher Klassischer Archäologe                                                                                | 75    |       |
| 22. Juni | Thaddeus Shideler                  | US-amerikanischer Leichtathlet                                                                                  | 82    |       |
| 23. Juni | Nicolas Caerels                    | belgischer Automobilrennfahrer                                                                                  | 76    |       |
| 23. Juni | Louis C. Cramton                   | US-amerikanischer Politiker                                                                                     | 90    |       |
| 23. Juni | Frank L. Hagaman                   | US-amerikanischer Politiker                                                                                     | 72    |       |
| 23. Juni | Feyzi Mengüç                       | türkischer General                                                                                              |       |       |
| 23. Juni | Shimizu Hiroshi                    | japanischer Regisseur                                                                                           | 63    |       |
| 23. Juni | Nathan Stein                       | deutsch-US-amerikanischer Jurist                                                                                | 84    |       |
| 23. Juni | Ernst Supan                        | deutscher Architekt und Stadtplaner                                                                             | 82    |       |
| 24. Juni | Otto-Wilhelm Förster               | deutscher Offizier, zuletzt General der Pioniere im Zweiten Weltkrieg                                           | 81    |       |
| 24. Juni | Fritz Geyer                        | deutscher Regierungsbeamter, Jurist                                                                             | 77    |       |
| 24. Juni | Peter Jung                         | rumäniendeutscher Dichter und Publizist                                                                         | 79    |       |
| 24. Juni | Aloys Lammers                      | deutscher Jurist, Verwaltungsbeamter und Politiker (Zentrum)                                                    | 88    |       |
| 24. Juni | Frederick C. Silvester             | britischer Organist, Komponist, Dirigent und Musikpädagoge                                                      | 65    |       |
| 25. Juni | Ughetto Bertucci                   | italienischer Schauspieler                                                                                      | 58    |       |
| 25. Juni | Max Frauböse                       | deutscher Politiker (CDU), MdL                                                                                  | 74    |       |
| 25. Juni | Hans Geisler                       | deutscher Offizier, zuletzt General der Flieger im Zweiten Weltkrieg                                            | 75    |       |
| 25. Juni | Busher Jackson                     | kanadischer Eishockeyspieler                                                                                    | 55    |       |
| 25. Juni | Elisabeth Kaerrick                 | Übersetzerin | 80    |       |
| 25. Juni | Narcissa Niblack Thorne            | US-amerikanische Künstlerin                                                                                     | 84    |       |
| 26. Juni | August Hallermann                  | deutscher Politiker (NSDAP), MdR                                                                                | 69    |       |
| 26. Juni | Friedrich Maria Illert             | deutscher Kulturwissenschaftler, Archivar, Bibliothekar und Historiker                                          | 73    |       |
| 26. Juni | Otto Klinger                       | deutscher Polizeioffizier und SS-Gruppenführer                                                                  | 80    |       |
| 26. Juni | Josef van Santen                   | deutscher Schauspieler und Regisseur                                                                            | 64    |       |
| 27. Juni | Hanuš Goldschmid                   | Textilunternehmer der Österreichisch-ungarischen Monarchie                                                      | 75    |       |
| 27. Juni | Léon Meiss                         | französischer Jurist und jüdischer Funktionär                                                                   | 70    |       |
| 27. Juni | Gregor Rosenbauer                  | deutscher Architekt, Grafiker und Kunstpädagoge                                                                 | 75    |       |
| 27. Juni | Helene Siegfried                   | deutsche Konzertsängerin, Schriftstellerin und Sammlerin                                                        | 99    |       |
| 27. Juni | Arthur Waley                       | britischer Sinologe                                                                                             | 76    |       |
| 28. Juni | Hermann Arendt                     | deutscher Lokalpolitiker (SPD), Bürgermeister                                                                   | 68    |       |
| 28. Juni | Mehmet Fuat Köprülü                | türkischer Politiker und Historiker                                                                             |       |       |
| 28. Juni | Enrico Mauceri                     | italienischer Kunsthistoriker                                                                                   | 96    |       |
| 28. Juni | Arthur Nols                        | niederländischer Maler                                                                                          | 71    |       |
| 28. Juni | D. C. Stephenson                   | US-amerikanischer Politiker                                                                                     | 74    |       |
| 29. Juni | Walther Beck                       | deutscher Dirigent                                                                                              | 76    |       |
| 29. Juni | Hermann Gauss                      | Schweizer Philosoph                                                                                             | 64    |       |
| 29. Juni | Kurt Herbert                       | deutscher Politiker (DP), MdHB                                                                                  | 60    |       |
| 29. Juni | Donal Hord                         | US-amerikanischer Bildhauer                                                                                     | 64    |       |
| 29. Juni | Gustav Kampendonk                  | deutscher Drehbuchautor                                                                                         | 57    |       |
| 29. Juni | Damodar Dharmananda Kosambi        | indischer Mathematiker und Historiker                                                                           | 58    |       |
| 29. Juni | Arthur Meulemans                   | belgischer Komponist und Dirigent                                                                               | 82    |       |
| 29. Juni | Heinz Roggenkamp                   | deutscher Schauspieler, Regisseur und Hörspielsprecher                                                          | 75    |       |
| 29. Juni | Ronald Shiner                      | britischer Schauspieler und Bühnenregisseur                                                                     | 63    |       |
| 29. Juni | Otto Siemen                        | deutscher Ingenieur und Erfinder                                                                                | 84    |       |
| 29. Juni | Robert Zander                      | schwedischer Fußballtorhüter                                                                                    | 70    |       |
| 30. Juni | Margery Allingham                  | englische Krimi-Schriftstellerin                                                                                | 62    |       |
| 30. Juni | Stephan Billinger                  | deutscher Politiker der Bayernpartei                                                                            | 69    |       |
| 30. Juni | Giuseppe Farina                    | italienischer Automobil-Rennfahrer und der erste Formel-1-Weltmeister                                           | 59    |       |
| 30. Juni | Moriz Melzer                       | deutscher Maler und Grafiker des Expressionismus                                                                | 88    |       |
| 30. Juni | Alois Pompanin                     | römisch-katholischer Priester und Generalvikar der Diözese Bozen-Brixen                                         |       |       |
| 30. Juni | Jelena Ponsowa                     | sowjetische Schauspielerin, Synchronsprecherin und Schauspiellehrerin                                           | 59    |       |
| Juni     | Helmut Rüdiger                     | deutscher Autor und Anarchosyndikalist                                                                          | 63    |       |